# Músculo vasto medial

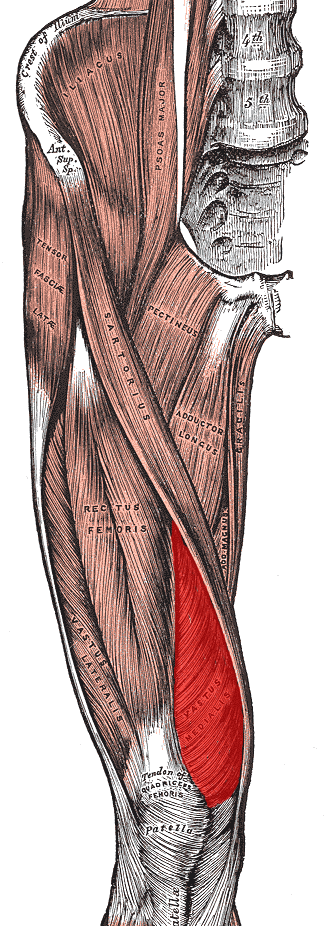

O músculo vasto medial é dividido em duas porções, uma proximal: vasto medial longo e outra distal: vasto medial oblíquo.
Sua funções principais são: estabilização medial da patela, extensão da perna e flexão da coxa.

## Origem e inserção
- Origem: Linha áspera do Fêmur
- Inserção: Borda superior da patela e tendão patelar até a tuberosidade da  Tíbia